# Ferula assa-foetida
Ferula assa-foetida (tên Hán Việt là hưng cừ, còn gọi là a nguỳ trong đông y) ,là một loài thực vật có hoa trong họ Hoa tán. Loài này được L. mô tả khoa học đầu tiên năm 1753.

## Hình ảnh

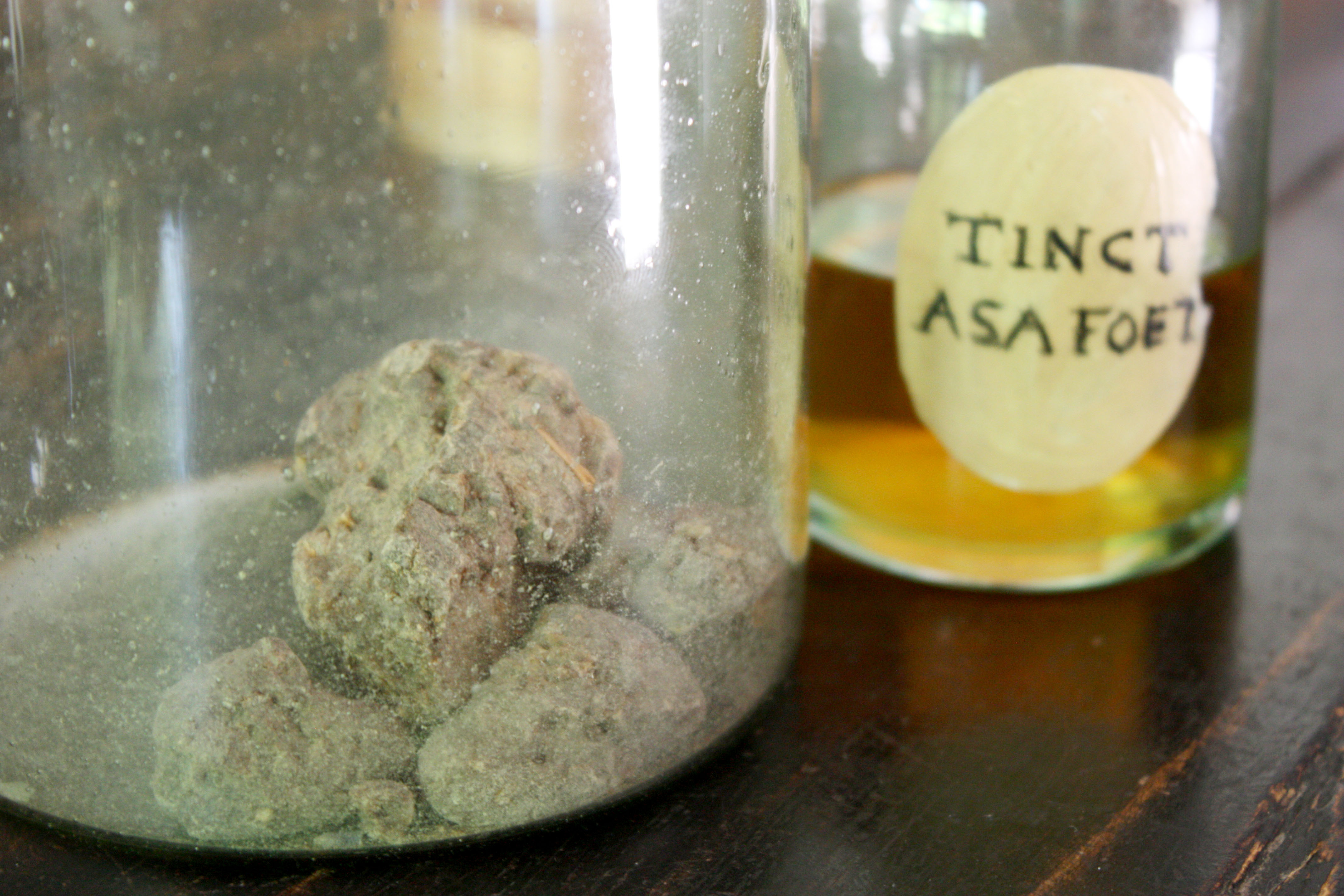
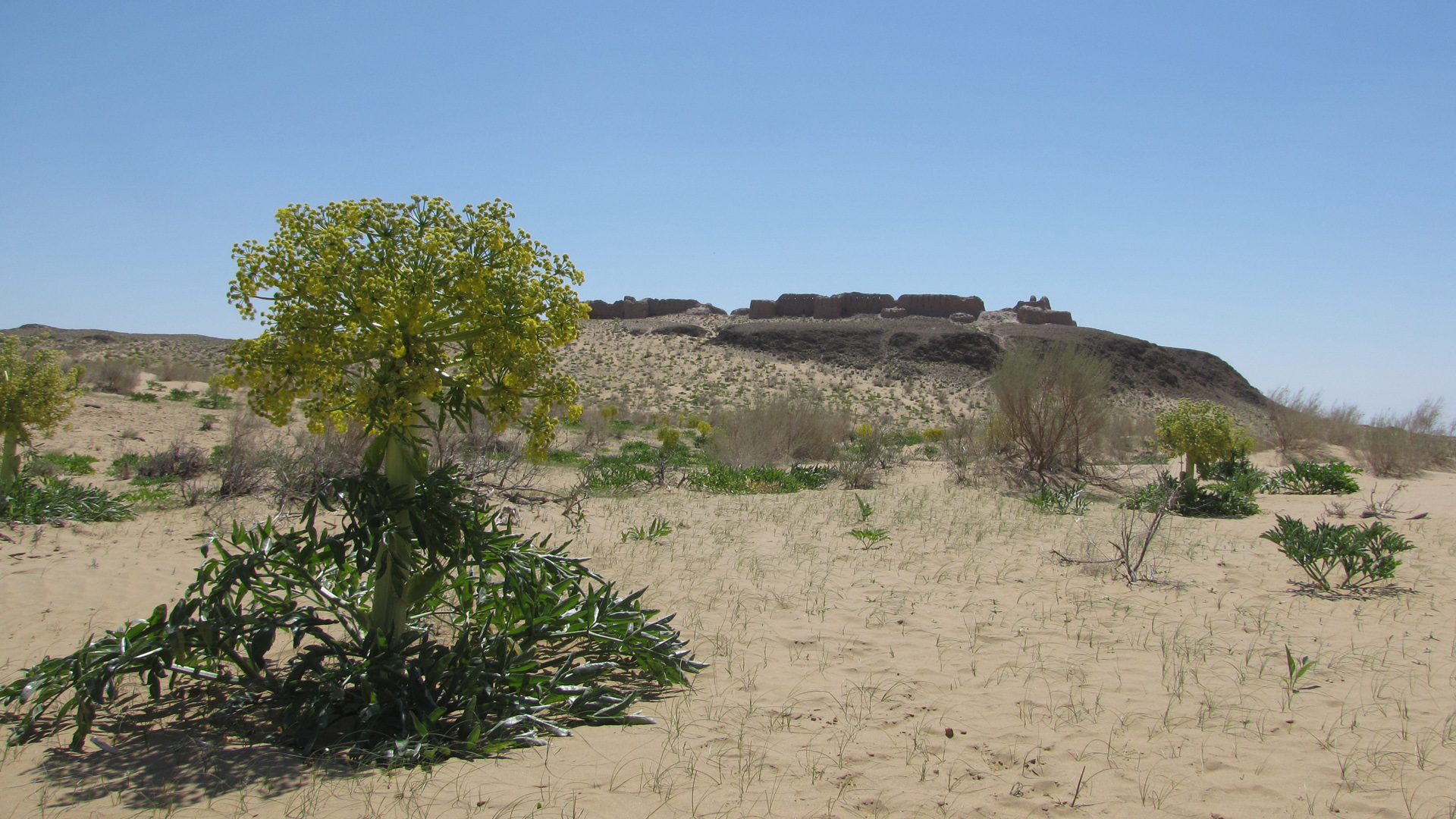
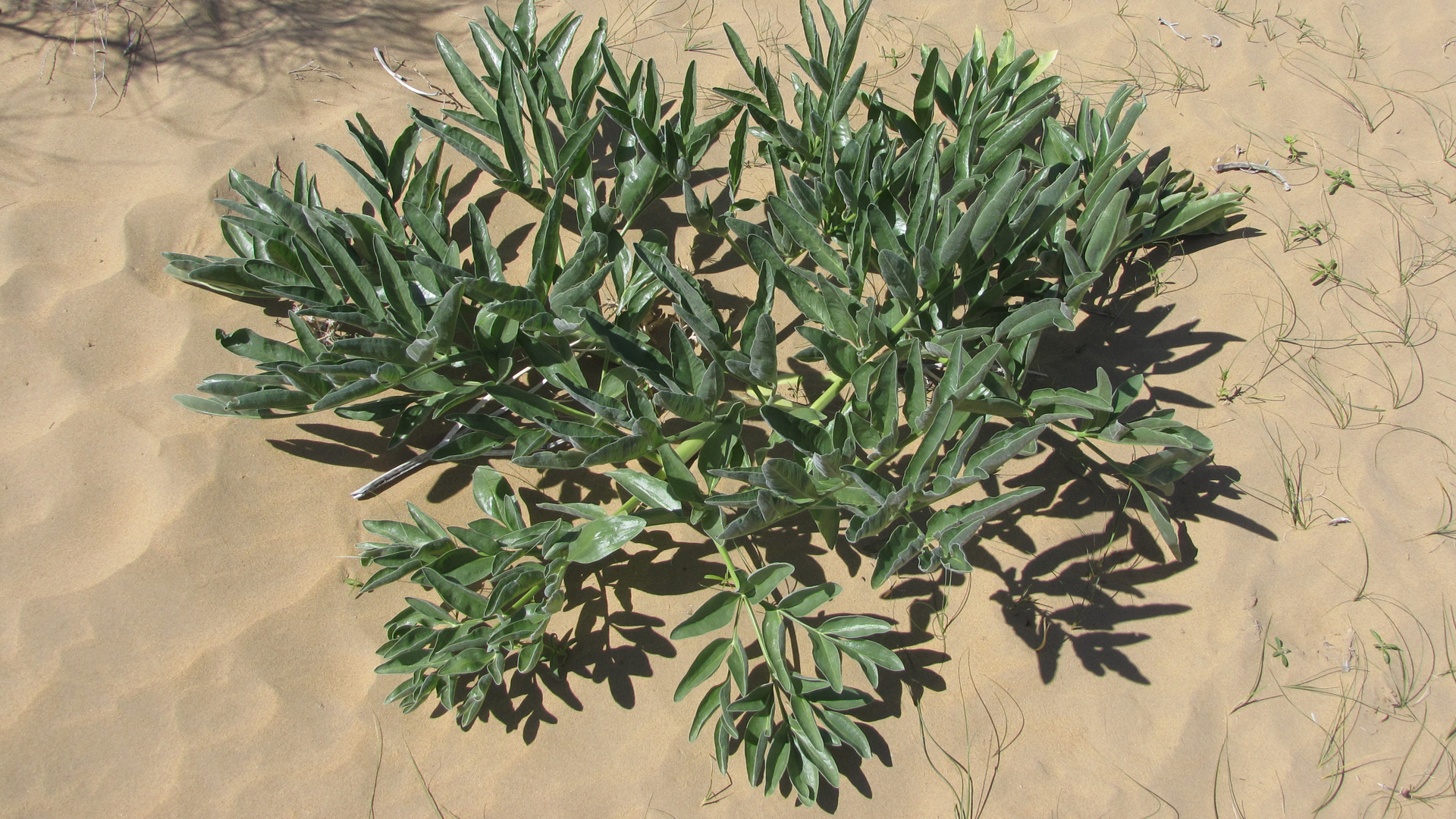
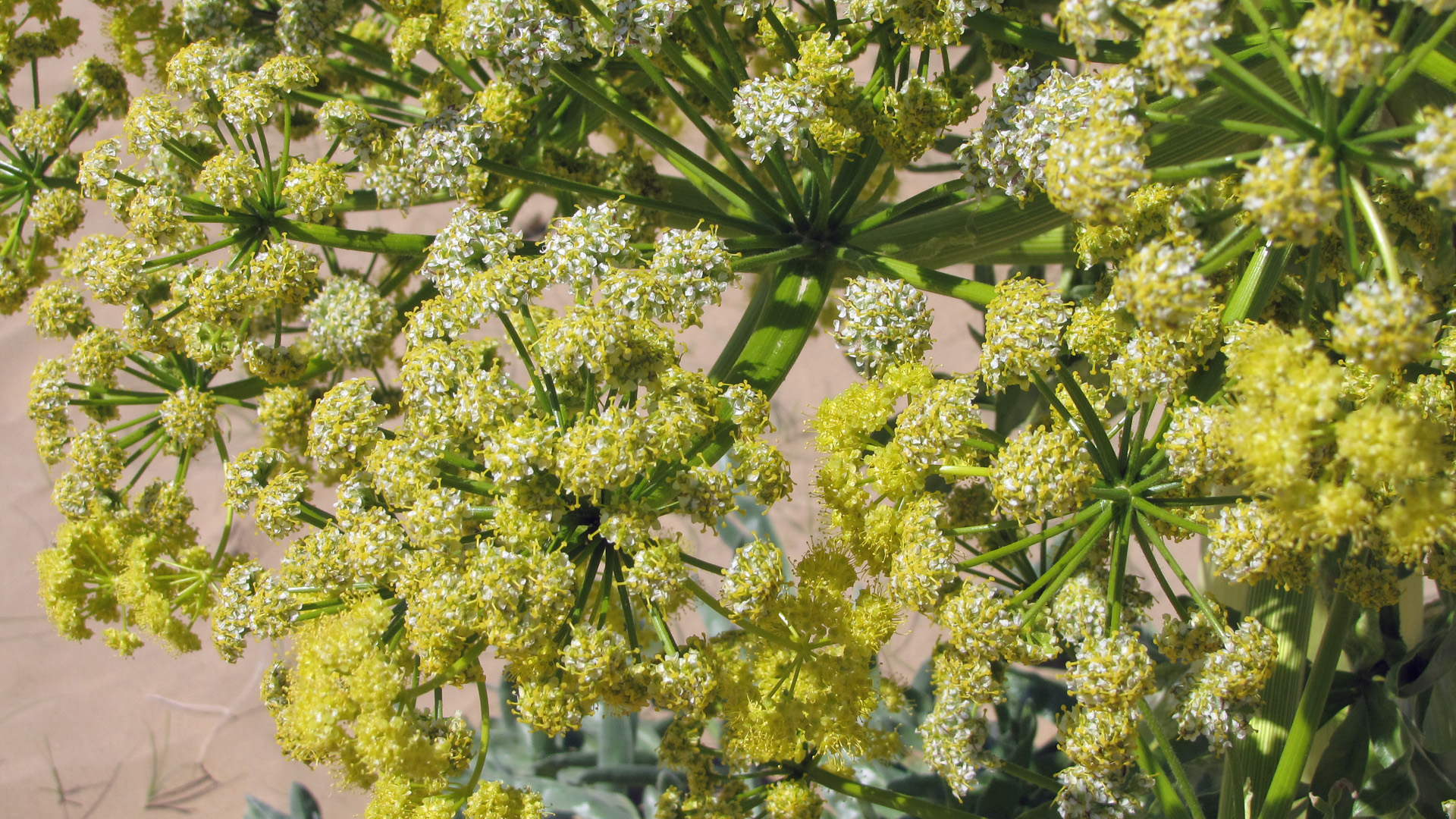